# 콰메 앤서니 아피아
콰메 앤서니 아피아 (Kwame Anthony Appiah, 1954년 5월 8일 ~ )는 철학자, 문화 이론가, 그리고 소설가이다. 아피아는 프린스턴 대학교의 철학 교수였다. 그는 현재 NYU 철학과 및 NYU 법과 대학에서 활동하고 있다.

## 직업

### 아이디어
자본 중심의 현대 세계인 "시장"의 지속적인 성장에 의존하는 접근 방식, 서구 자본주의 / 민주주의 모델에 따른 국가의 장기적인 정치 및 경제 발전에 초점을 맞춘다.
그러나 서구 세계에서와 같이 자본주의가 도입되고 "이륙"하지 않으면 관련된 사람들의 생계가 위태로워진다. 윤리적 문제는 확실히 복잡하지만, 아피아의 “친절에 대한 친절”에 대한 일반적인 인상은 빈곤층과 굶주림을 구하는 것이 “우리”의 것이 아니라 자신의 정부에 있다는 것을 암시하는 것이다. 국가는 국민에 대한 책임을 져야하며, 국제적 역할은 이러한 국가 국가가 국민을 존중하고, 제공하고, 보호할 수 있도록 "자신의" 정부에 호소하는 것이다.
그렇지 않으면 "우리"는 그들의 마음을 바꿔야 한다. 만약 그들이 "우리"가 도움을 줄 의무가 없다면, 우리의 "공정한 몫", 즉 우리 자신의 위안이나 우리에게 "가장 친애하는"의 위안을 희생하지 않는 "공정한 몫"만을 제공 할 의무가 있다.
아피아의 초기 철학적 연구는 확률론적 의미론을 다루었지만, 최근의 저서들은 인종과 인종 차별, 정체성, 도덕 이론의 철학적 문제를 다루었다. 그의 현재 연구는 1. 자유주의의 철학적 기초; 2. 가치에 대한 지식을 얻는 방법에 대한 질문; 그리고 3. 도덕적 삶에서 이론과 실천 사이의 연관성, 세 가지 주요 영역을 다루고 있다.

## 같이 보기
- 아프리카 철학